# Управљачка магистрала
У архитектури рачунара, управљачка магистрала је (део) рачунарске магистрале, коју користи ЦПУ за комуницирање са осталим уређајима унутар рачунара. Док адресна магистрала носи информацију о томе са којим уређајем ЦПУ комуницира, а магистрала података носи стварне податке који се обрађују, управљачка магистрала носи команде централне процесорске јединице и враћа статусне сигнале од уређаја. На пример, уколико се подаци читају или уписују на уређају, одговарајућа линија (читање или писање) ће бити активна (логичка нула).

## Линије
Број и врста линија у управљачкој магистрали варира, али постоје основне линије заједничке за све микропроцесоре као сто су:
- Читајућа ({\displaystyle {\overline {R}}}). Једна линија кода је активна (логичка нула) означава да CPU пише по уређају.
- Write ({\displaystyle {\overline {W}}}). A single line that when active (logic zero) indicates the device is being written by the CPU.
- Byte enable ({\displaystyle {\overline {E}}}). A group of lines that indicate the size of the data (8, 16, 32, 64 bytes).

Additional lines are microprocessor-dependent, such as:
- Transfer ACK ("acknowledgement"). Delivers information that the data was acknowledged (read) by the device.
- Bus request. Indicates a device is requesting the use of the (data) bus.
- Bus grant. Indicates the CPU has granted access to the bus.
- Interrupt request. A device with lower priority is requesting access to the CPU.
- Clock signals. The signal on this line is used to synchronize data between the CPU and a device.
- Reset. If this line is active, the CPU will perform a hard reboot.

## See also
- Address bus
- Cache bus
- Data bus